# Bruce Cam
Bruce Cam ist ein US-amerikanischer Fotograf, Filmproduzent und Filmregisseur.

## Leben
Nach seiner Schulzeit begann Cam in der Pornoindustrie tätig zu werden. Cam ist Präsident des US-amerikanischen Unternehmens Titan Media. Das Unternehmen gründete er 1995. 2008 wurde er in den Vorstand der Organisation Adult Industry Copyright Organisation (AICO) gewählt. Als Filmregisseur drehte er ab 1992 viele schwule Pornofilme. Seit 2004 ist er zudem als Filmproduzent tätig und produzierte mehrere Pornofilme. 2003 wurde Cam in die Hall of Fame der GayVN Awards aufgenommen. 1994, 1996 und 2004 gewann er jeweils den GAYVN Award als Filmregisseur. 1999, 2000, 2001, 2002 und 2003 gewann er jeweils einen Grabby Award.

## Filmografie (Auswahl)

### Regie
- Horse: Fallen Angel 5, 2004
- Dred, 2004
- Gorge, 2002
- Fallen Angel III: Initiation, 1999
- Eruption, 1999
- Tag Team, 1999
- Fallen Angel II: Descending, 1998
- River Patrol 1995
- Tourist Trade 1995
- Desert Drifters, 1992

### Produktion
- 2004: Mens Room: Bakersfield Station
- 2005: Gale Force: Mens Room II
- 2005: 110° in Tucson